# Helmande
Helmande ou Hilmande (em pastó: هلمند) é uma das 34 províncias do Afeganistão. Sua capital é a cidade de Lascarga. De acordo com o censo de 2020, havia 1 446 230 habitantes.